# Jeszcze dzień życia (film)
Jeszcze dzień życia – pełnometrażowy polsko-hiszpański, łączący techniki animacji i dokumentu, film z 2018 roku, stworzony przez Damiana Nenowa i Raúla de la Fuente, oparty na książce Ryszarda Kapuścińskiego pod tym samym tytułem, przedstawiający historię trzymiesięcznej podróży Kapuścińskiego do ogarniętej wojną i chaosem Angoli. Film nakręcony jest w technice motion capture, polegającej na „przechwytywaniu” trójwymiarowych ruchów aktorów i zapisywaniu w komputerze. Podczas 31. ceremonii wręczenia Europejskich Nagród Filmowych Jeszcze dzień życia zdobył nagrodę w kategorii: Najlepszy film animowany.

## Fabuła
Akcja filmu opowiada historię podróży Kapuścińskiego do Luandy, stolicy Angoli, w 1975. Po zakończonym obaleniem dyktatury Marcela Caetana wojskowym zamachu stanu w Portugalii w 1974, zwanym „rewolucją goździków”, Portugalczycy pospiesznie ewakuują się z bogatych dzielnic Luandy. Miasto pustoszeje. Rośnie niepewność nadchodzącej przyszłości. W okresie poprzedzającym ogłoszenie niepodległości poszczególne frakcje walczyły o przyszłą władzę. Kapuściński rusza na linię frontu, by relacjonować przebieg konfliktu. Pracuje pod presją, zmaga się ze strachem i samotnością. Poznaje odcienie ryzyka i wie, że nawet wypowiedzenie niewłaściwego powitania w punkcie kontrolnym może spowodować jego śmierć.
Każde uniknięcie niechybnej, jak się zdawało, śmierci, wyzwala krótkotrwałe uczucie ulgi, że będzie „jeszcze jeden dzień życia”. Konflikt przybiera twarze napotykanych ludzi – bojownika Carlotty, komisarza Farusco i wielu innych osób. Kapuściński nie chce jednak pozostawać bierny. Współczucie i szacunek do napotykanych ludzi popycha go do aktywności, do przyjęcia roli reportera wojennego. Odradza się jako pisarz.
Animacje i sceny akcji są przeplecione z sekwencjami dokumentalnymi, co nadaje filmowi wiarygodności.

## Obsada
W filmie wystąpili:
- Mirosław Haniszewski jako: Ryszard Kapuściński (polski dubbing: Marcin Dorociński)
- Vergil Smith jako: Queiroz  / Luis Alberto / Nelson
- Tomasz Ziętek jako: Farrusco (polski dubbing: Tomasz Borkowski)

- Olga Bołądź jako: Carlota / Dona Cartagina

- Rafał Fudalej jako: Friedkin / Student
- Paweł Paczesny jako: żołnierz portugalski / Carlos
- Jakub Kamieński jako: Luis Alberto / Nelson / Daddy

Dodatkowo w filmie pojawili się i wypowiedzieli się we własnej osobie:
- Artur Queiroz
- Luis Alberto Ferreira
- Joaquim António Lopes ps. Farrusco

## Nagrody i nominacje
- 71. MFF w Cannes – nominacja do L'Œil d’or, nagrody w kategorii filmów dokumentalnych,
- Biografilm Festival (2018) – nominacja,
- 43. Festiwal Polskich Filmów Fabularnych w Gdyni (2018), Konkurs Inne Spojrzenie – nominacja
- Międzynarodowy Festiwal Filmowy w San Sebastián (2018) – Nagroda publiczności miasta San Sebastián,
- WAMA Film Festival (2018) – Nagroda publiczności,
- Międzynarodowy Festiwal Filmowy Tofifest (2018) – nominacja
- Emile Awards (2018) – nominacje w kategoriach: Najlepsza reżyseria, Najlepszy scenariusz, Najlepsza ścieżka dźwiękowa, Najlepszy dźwięk,
- Europejska Nagroda Filmowa w 2018 roku w kategorii: Najlepszy film animowany[3].
- Tokyo Anime Award Festival (2019) – Debiut roku dla Raúla de la Fuente i Damiana Nenowa